# منتخب البرتغال لكرة السلة
منتخب البرتغال لكرة السلة هو ممثل البرتغال الرسمي في المنافسات الدولية في كرة السلة. ينتمي إلى منطقة الاتحاد الأوروبي لكرة السلة. انضم إلى الاتحاد الدولي لكرة السلة في عام 1932.

## البطولات التي شارك فيها
- بطولة أمم أوروبا لكرة السلة